# La Befana

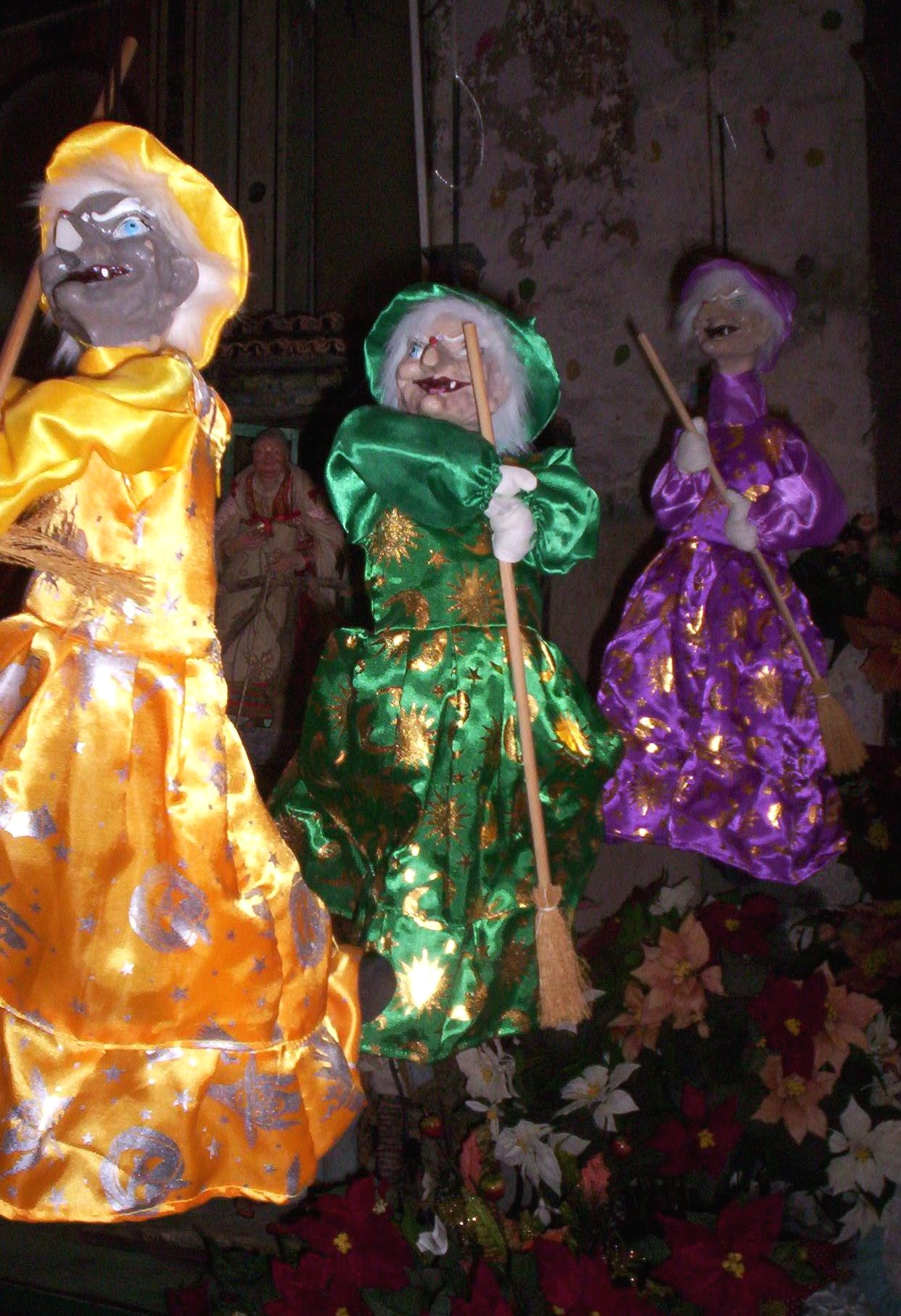
Loutky Befany

Befana je hodná, ale škaredá čarodějnice, která v Itálii rozdává dětem dárky v noci z 5. ledna na 6. ledna v rámci svátku Epifanie.
Létá na koštěti, do domu létává komínem. Hodným dětem dává do punčoch sladkosti a ovoce, případně též drobné hračky, zlobivým dětem uhlí. Děti by Befaně měly připravit mandarinku či pomeranč a sklenku vína.
Pověst říká, že Befana při narození Ježíše hledala Betlém, ale nenašla ho, a tak ho prý možná hledá dodnes. Do Betléma ji přitom pozvali sami Tři králové. Na cestu se vydala s pytlem sladkostí pro Ježíška, když ho nenašla, začala klepat na dveře a dětem tyto sladkosti rozdávala v naději, že takto jednou najde i Ježíška. 
Nejznámější podoba Befany je jako stařenka s dlouhým nosem a špičatou bradou. Jejím charakteristickým oblečením je černý klobouk, rudé šaty a střevíce a černý dlouhý plášť.